# Bob Marshall (Billardspieler)
Robert „Bob“ James Percival Marshall OAM (* 10. April 1910 in Kalgoorlie, Australien; † 23. Februar 2004 in Perth, Australien) war ein australischer Politiker, Geschäftsmann und außerdem mehrfacher Amateur-Weltmeister in der Billarddisziplin English Billiards.

## Leben
Geboren wurde Marshall 600 km nordöstlich von Perth in Western Australia in der Doppelstadt Kalgoorlie-Boulder, die auch den Profi Walter Lindrum hervorgebracht hat. Später zog er nach Perth. Er war erfolgreicher Geschäftsmann und besaß anfänglich ein Friseurgeschäft, danach eine Trockenreinigung, einen Billardsalon und eine Squash-Anlage. Während des Zweiten Weltkriegs diente er vier Jahre lang als „Drill-Instructor“ bei der Royal Australian Air Force. Danach war er fünf Jahre Mitglied des Western Australia Parliament (1963–1968). Während seiner politischen Karriere zog er sich vom Billard zurück und spielte keine Turniere mehr. 1969 begann er wieder mit dem Spiel, um es 1970 wieder sein zu lassen. Nach einer Pause von 15 Jahren nahm er 1985 erneut an der Weltmeisterschaft teil und wurde Vizeweltmeister, 49 Jahre nach seinem ersten Titelgewinn. Er war und ist damit ältester Finalist bei diesem Turnier.
1952 starb seine damals 9-jährige Tochter, 16 Jahre später seine Frau, beide bei Verkehrsunfällen. Er selbst verstarb im Jahr 2004 93-jährig in seiner Wahlheimatstadt Perth.

## Karriere
Seine aktive Zeit umfasst annähernd 60 Jahre.
1965 sagte Fred Davis, selbst Weltmeister im English Billiards, Snooker und Billardlegende, als er ihn beim Spiel beobachtete:

“He is the most noticeable about his style is his compactness, so like Walter Lindrum, and the shortness of his back-swing, hardly more than a couple of inches.”

„Das auffälligste an seinem Still ist die Kompaktheit, ähnlich wie Walter Lindrum, und die Kürze seines Schwunges, gerade nur ein paar Zoll (Zentimeter)“

Schon zehn Jahre zuvor hatte Lindrum selbst geäußert, dass Marshall einer der größten Amateurspieler sei die er jemals gesehen hat.
Für Marshall war die physische Fitness immer sehr wichtig. Vor Turnieren ging er immer um 21:00 ins Bett, stand am nächsten Morgen zeitig auf, machte Gymnastik und oft noch einen 6-km-Lauf. Dieses Training und seine Abstinenz vom Rauchen und Trinken waren zweifellos wesentliche Faktoren dafür, dass er seine Spielleistung über so unglaublich lange Zeit aufrechterhalten konnte.
Als er 1936, nach seinem ersten Titelgewinn, aus Johannesburg zurückkam wurde er in der Heimat von Walter Lindrum begrüßt. Dieser gratulierte ihn zum Sieg und fragte, ob er denn jetzt Profispieler werden wolle. Marshall antwortete:

“There’s no money in it, Walter. I’m married now, and I have to think of my family.”

„Da gib’s kein Geld, Walter. Ich bin nun verheiratet und ich habe an meine Familie zu denken.“

Im Finalspiel der „Australian Amateur Championship“, 1953, gegen seinen großen Rivalen Tom Cleary spielte Marshall ein Break von 702 Punkten. Es war ein neuer Weltrekord, der erst 31 Jahre später, 1984, vom Inder Subhash Agarwal gebrochen wurde (716 Punkte).
Er benutzte die „Top-of-the-table-Technik“ für seine „Break-building“. Alle seine Rekorde wurden unter der „Two-Pot-Regel“ (Erklärung?) aufgestellt, die immer noch unter denselben Bedingungen geschlagen werden müssen:
- Das höchste Ergebnis in einem 2-Stunden-Spiel (Zeitformat): „1.876“ Punkte
- Das höchste Ergebnis in einem 4-Stunden-Spiel (Zeitformat): „3.391“ Punkte
- Höchster Durchschnitt in einem 2-Stunden-Spiel (Zeitformat): „118,7“ Punkte

Nachdem er 1968 seine politische Karriere beendet hatte, und wahrscheinlich um sich vom Tode seiner Frau im Jahr zuvor abzulenken, startete er 1969 sein erstes Comeback. Bei einer Reihe von Schaukämpfen gegen Clark McConachy, gewann er noch im selben Jahr die Australische Meisterschaft und verteidigte sie auch im darauffolgenden Jahr. Danach zog er sich wieder vom Billard zurück. Nach einer 15-jährigen Pause gewann er dann erneut den Titel der Australian Championship zu gewinnen. Damals war er schon 75 Jahre alt. Bei der WM im selben Jahr in Indien musste er sich nur dem späteren Seriengewinner Geet Sethi (dieser war damals 50 Jahre jünger) im Finale geschlagen geben. Die Inder gingen davon aus, dass er sich nun endgültig zur Ruhe setzen werde und scherzten daraufhin: „Wir freuen uns schon auf ihren Sohn.“ 1976 nahm er dann zum letzten Mal an der Australischen Meisterschaft teil, gewann sie erneut und sicherte sich damit seinen 21. Titel und letzten Titel, 50 Jahre nach dem ersten Titelgewinn.
Er spielte, wie die meisten Engländer und Australier zu der Zeit, nicht nur English Billiards, sondern auch Snooker. Sein größter Erfolg war der Sieg der Australian-Amateur-Snooker-Championship 1956. Sein höchstes Break liegt bei 139, eher eine Fußnote im Vergleich zu seinen anderen Erfolgen und Rekorden.
1960 wurde er zum „Life Member“ der „Western Australian Billiards Association“ ernannt. Drei Jahre später erhielt er den Titel „Western Australia’s Sportsman of the Year“ und 1980 erhielt Marshall die Medal of the Order of Australia (OAM).

## Erfolge

### English Billiards
- IBSF World Billiards Championship (früher auch: „(British) Empire Billiards Championship“): „Sieger“ 1936, 1938, 1951, 1962 • „Zweiter“ 1952, 1954, 1985
- Australische Meisterschaft: „Sieger“ 21×

### Snooker
- Australian Amateur Snooker Championship: 1956
- Indische Meisterschaft: „Sieger“ 1962[5]

### Rekorde
- höchstes inoffizielles Break: „1.056“ in 49 Minuten während eines Trainings
- höchstes offizielles Break: „702“ in 37 Minuten bei der Australian Championship 1953 (erst 1984 eingestellt durch den Inder Subhash Agrawal mit 716 Punkten)[5]
- Durchschnitt +100: „34×“
- Er hält noch immer alle Rekorde des World-Amateur-Billiards unter den „Two-Pot-Regeln“[5]

## Auszeichnungen
- 1960: „Life Member“ der „Western Australian Billiards Association“
- 1963 (manche Quellen geben auch schon 1962 an): WA Sportsman of the Year (WA = Western Australia) • Lindy Award
- 1980: Medal of the Order of Australia (OAM)